# Meneer Lonek maakt alles nieuw
Meneer Lonek maakt alles nieuw is een hoorspel van Michal Tonecki. Herr Lonek ist gekommen werd op 19 november 1966 door de Südwestfunk uitgezonden. Aad Veth vertaalde het en de KRO zond het uit in het programma Dinsdagavondtheater op dinsdag 6 juni 1972. Dhr. Braam, viool, zorgde voor de muzikale bewerking. De regisseur was Harry de Garde. Het hoorspel duurde 31 minuten.

## Rolbezetting
- Peter Aryans (Nikifor)
- Willy Brill (Ocia)
- Martin Simonis (Bartek)
- Els Buitendijk (Laura)
- Hans Veerman (meneer Lonek)

## Inhoud
In de familie van de schrijvende en viool spelende kunstenaar Nikifor verschijnt plots en zonder aankondiging de aanvankelijk raadselachtige figuur van meneer Lonek. Hij kent het leven en wil in Nikifors familie "alles veranderen". Gewillig laat Nikifor viool en schrijfmachine in de steek en begeeft zich naar de door meneer Lonek in de achterkamer opgestelde injector, om daar plastic flessendoppen en plastic speelgoed te vervaardigen, terwijl de indringer Nikifors rol als echtgenoot en vader overneemt. Op de lange duur blijkt echter, dat de aantrekkingskracht van de "oude" artistieke waarden op Nikifor en zijn familie groter is dan meneer Lonek vermoed heeft. - De tegenstelling tussen de gefunctionaliseerde, kunststof consumerende wereld van onze tijd en de wereld van de traditionele, artistiek-morele waarden vormt de achtergrond voor dit satirische, parabelachtige hoorspel…